# Archaeoneureclipsis fortis
Archaeoneureclipsis fortis is een fossiele soort schietmot uit de familie Polycentropodidae.